# Destrucción del patrimonio cultural palestino durante la invasión israelí de Gaza

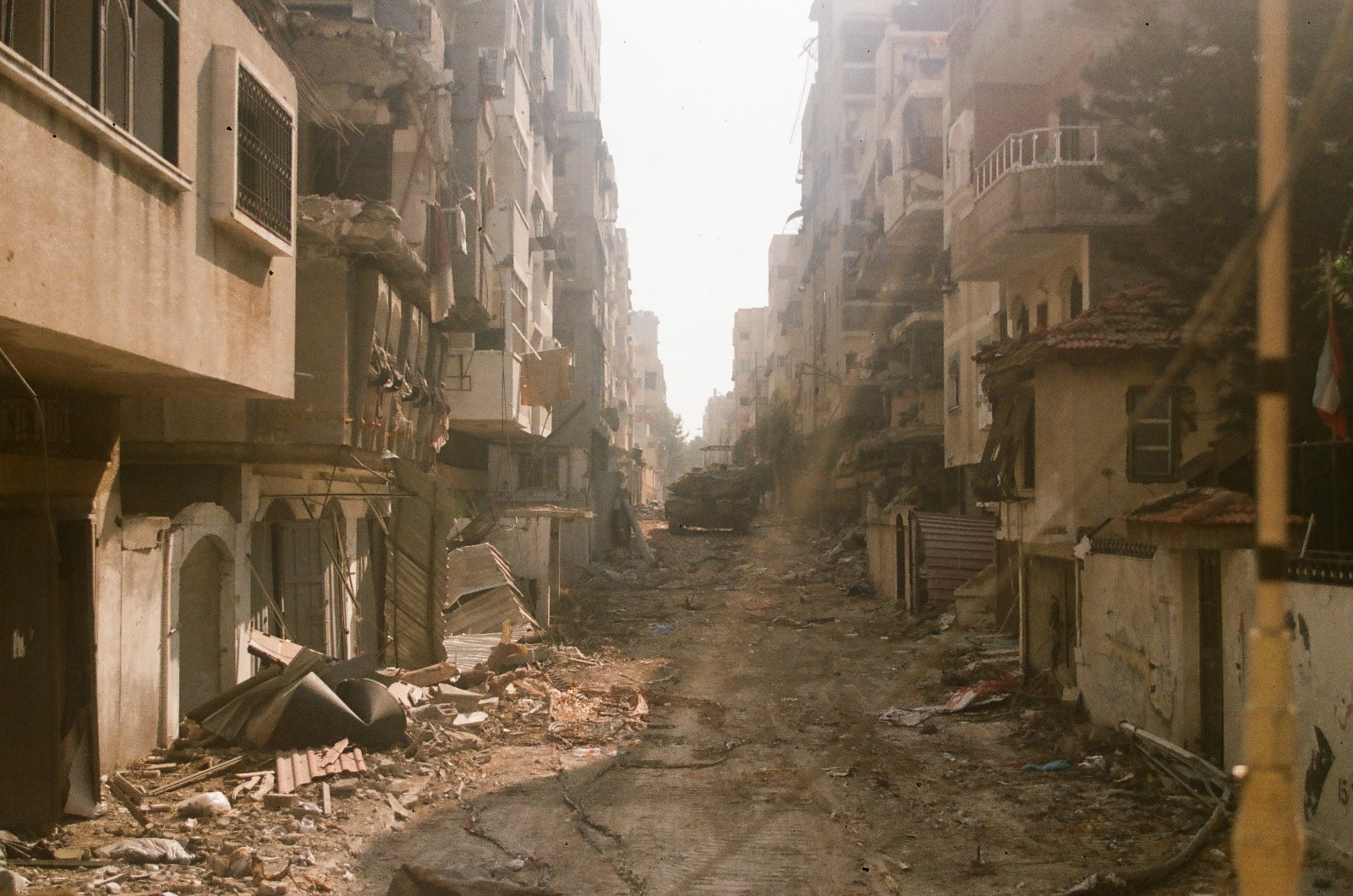
A finales de enero de 2024, más de la mitad de los edificios de Gaza habían resultado dañados o destruidos.

La destrucción del patrimonio cultural palestino durante la invasión israelí de la Franja de Gaza ha incluido el daño y la destrucción por parte de Israel de cientos de edificios, bibliotecas, museos y otros depósitos de conocimiento de importancia cultural o histórica en Gaza, junto con la destrucción del patrimonio cultural inmaterial. Para finales de enero de 2024, más de la mitad de los edificios de Gaza habían resultado dañados o destruidos, lo que dejó zonas residenciales devastadas y 1,7 millones de personas desplazadas.
En Gaza hay cientos de lugares de patrimonio cultural, incluidos más de 300 lugares de patrimonio arquitectónico. Además de los lugares de patrimonio dañados y destruidos, hasta febrero de 2024 habían muerto un total de 44 personas relacionadas con las artes y la cultura. El patrimonio cultural es parte de la infraestructura civil y encarna la identidad colectiva y la historia de las personas que viven en la región. Entre los lugares destruidos se encuentran archivos, museos, mezquitas, iglesias y cementerios. La destrucción del patrimonio cultural en Gaza por parte de Israel se ha llevado a cabo de forma sistemática y premeditada.
Durante la guerra, gran parte de la Ciudad vieja de Gaza resultó gravemente dañada o destruida por los ataques aéreos israelíes, incluida la Gran Mezquita de Gaza y la Iglesia de San Porfirio (la mezquita y la iglesia más antiguas de Gaza, respectivamente), así como otros lugares históricos como la Mezquita de Ibn Uthman, el Palacio del Pachá, el Palacio As-Saqqa, el Mercado Al-Qaisariya y el Hamam al-Sammara. El antiguo puerto de Anthedon fue completamente destruido. Museos como el Museo Cultural Al Qarara, el Museo Akkad y el Museo Rafah fueron saqueados, dañados o destruidos. En respuesta a la amenaza que pesa sobre los sitios patrimoniales palestinos, la UNESCO pidió la protección de los mismos durante la guerra. En julio, añadió el Monasterio de San Hilarión a la lista de sitios del Patrimonio Mundial y a su lista de sitios en peligro.
La destrucción de sitios del patrimonio cultural ha sido calificada por algunos medios de comunicación como genocidio cultural, y Sudáfrica incluyó la destrucción del patrimonio cultural en Gaza como prueba de genocidio en su caso contra Israel ante la Corte Internacional de Justicia.

## Patrimonio cultural en Gaza
El patrimonio cultural se transmite de generación en generación y comprende la cultura material, como obras de arte y edificios, y cosas intangibles, como tradiciones y formas de vida. En 2017, había treinta y dos museos en el Estado de Palestina, la mayoría en Cisjordania, y una encuesta de 2010 identificó trece bibliotecas en la Franja de Gaza. El patrimonio cultural es parte de la infraestructura civil.
La Franja de Gaza está densamente poblada por el desarrollo urbano y a menudo se construyen edificios modernos sobre sitios arqueológicos. En 2023, había más de trescientos sitios de patrimonio arquitectónico en Gaza, incluidas una amplia variedad de estructuras diferentes, como mezquitas, palacios, escuelas y cementerios. Las categorías más comunes de sitios históricos según el Ministerio de Turismo y Antigüedades son las casas, seguidas de los tell (un yacimiento arqueológico con forma de montículo de tierra) y las mezquitas.
Los edificios históricos y sitios patrimoniales que conforman un lugar encarnan su identidad e historia colectivas; Son importantes para la comunidad de la que forman parte y son una extensión de su identidad. La cultura material (objetos físicos) transmitida de generación en generación ayuda a preservar los recuerdos de lugares y acontecimientos importantes. Para los palestinos desplazados por la fuerza de sus hogares en 1948 durante la Nakba, las llaves de sus casas se han convertido en símbolos tangibles de los hogares que tuvieron que dejar atrás. Hablando del patrimonio cultural en términos generales, el arqueólogo Cornelius Holtorf comentó: «Si se dice que el patrimonio contribuye a las identidades de las personas, la pérdida del patrimonio puede contribuir aún más a las identidades de las personas».

## Destrucción del patrimonio cultural palestino

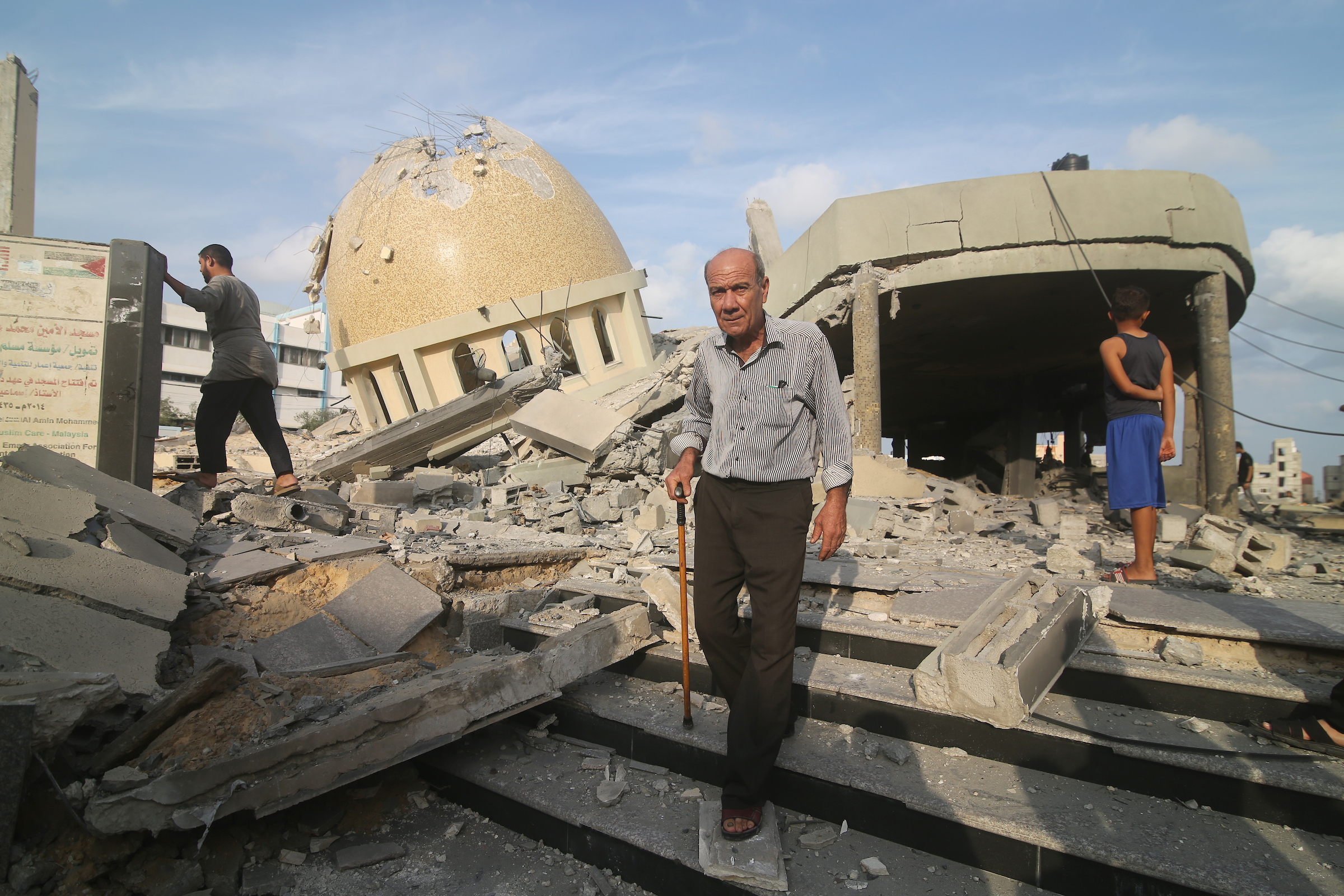
La mezquita de al-Amin Muhammad fue destruida por un bombardeo israelí contra Jan Yunis el 8 de octubre de 2023.

Los sitios culturales están protegidos por la Convención de Ginebra y la destrucción intencional de monumentos o edificios históricos se considera un crimen de guerra. La destrucción de lugares históricos y del patrimonio cultural suele ser parte de la guerra y el genocidio y tiene como objetivo socavar una sociedad. Se ha utilizado de esta manera desde la prehistoria y la antigüedad clásica hasta nuestros días, especialmente en la persecución nazi de los judíos. El filósofo Jeff Malpas destaca el uso de la destrucción para ejercer autoridad y control sobre otros grupos como una cuestión importante en las relaciones entre Israel y Palestina. La Misión de Investigación de las Naciones Unidas sobre el Conflicto de Gaza durante la Guerra de Gaza (2008-2009) concluyó que «la destrucción y la violencia desproporcionadas contra los civiles eran parte de una política deliberada».
El Ministerio de Cultura palestino ha publicado informes sobre el impacto de la guerra en el patrimonio cultural de Gaza. A febrero de 2024, informan que cuarenta y cuatro personas relacionadas con el arte y la cultura fueron asesinadas y alrededor de 200 edificios históricos fueron dañados o destruidos, junto con doce museos y numerosos centros culturales. En Gaza en su conjunto, más de la mitad de los edificios han resultado dañados o destruidos. La destrucción ha dejado zonas residenciales devastadas y 1,7 millones de personas se han visto obligadas a abandonar sus hogares. La Unesco tiene una evaluación de daños en curso. Debido a la imposibilidad de acceder a Gaza se ha podido comprobar el impacto en un número menor de sitios: cuarenta y tres a 8 de abril.
El Banco Mundial estimó que a finales de enero de 2024 se habían causado daños al patrimonio cultural de Gaza por más de 300 millones de dólares, parte de un daño de dieciocho mil millones de dólares a la infraestructura construida en Gaza.

## Ataques contra el patrimonio cultural palestino
El 7 de octubre de 2023, Hamás atacó Israel y mató a más de mil personas, entre ellas casi 700 civiles (de los cuales 36 eran niños). También fueron capturados unos 259 rehenes. En respuesta, Israel inició un contraataque contra Gaza y durante los meses siguientes mató a más de 47 000 palestinos (hasta junio de 2024), la mayoría de ellos mujeres y niños, y causó grandes daños a la infraestructura civil. Un análisis de la BBC encontró que a finales de enero de 2024, más de la mitad de los edificios en Gaza habían sido dañados o destruidos. La campaña de bombardeos llevada a cabo por Israel es una de las más destructivas de la historia.
El Museo Cultural Al Qarara, cerca de Jan Yunis, que contenía una colección de objetos de tiempos cananeos, fue destruido por un ataque aéreo israelí al principio del conflicto. El 8 de octubre, los investigadores encontraron daños causados por cohetes en el cementerio romano de Ard-al-Moharbeen.

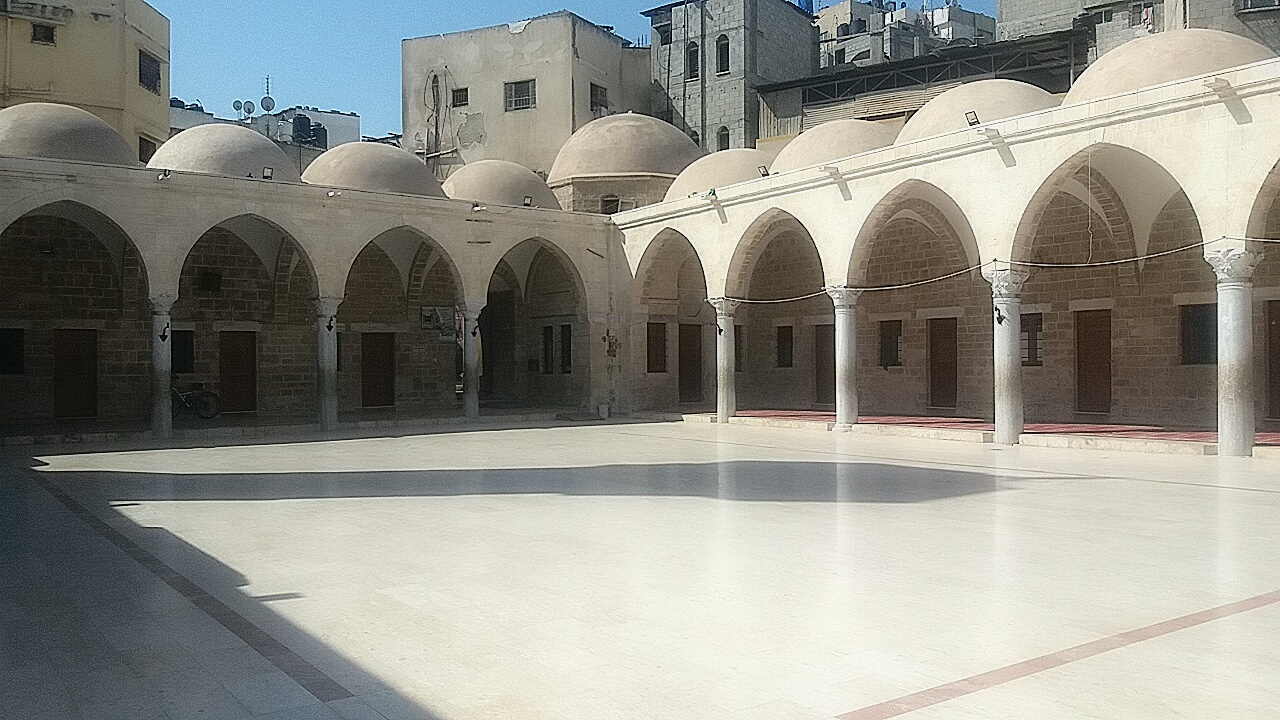
La mezquita Sayed al-Hashim (foto de 2017) resultó dañada en un ataque aéreo israelí en octubre de 2023

Un informe de la ONG Heritage for Peace identificó ocho mezquitas que habían sido dañadas o destruidas durante la guerra. La Gran Mezquita de Gaza –la más antigua mezquita en Gaza– fue alcanzada por un bombardeo israelí y completamente destruida, dejando solo el minarete intacto. La mezquita también albergaba una de las bibliotecas más importantes de Palestina; los libros raros de su colección, que habían sobrevivido a las cruzadas y a la Primera Guerra Mundial, fueron destruidos en el ataque aéreo israelí. La mezquita Sayed al-Hashim se incendió durante un ataque aéreo israelí.
The Nation escribió que la destrucción de la Gran Mezquita de Gaza en particular, originalmente una iglesia bizantina del siglo V, fue «un crimen contra el patrimonio cultural. Pero más importante... parte de una campaña de aniquilación total... un elemento deliberado de la campaña israelí para borrar todo rastro de vida palestina».
El 19 de octubre, la Fuerza Aérea Israelí bombardeó la iglesia de San Porfirio, donde se refugiaban cientos de cristianos y musulmanes, matando a dieciséis personas. El Patriarca ortodoxo griego de Jerusalén lo condenó como «un crimen de guerra que no puede ser ignorado». Tras llevar a cabo una investigación, Amnistía Internacional afirmó que el ataque de la iglesia fue indiscriminado y debería ser investigado como un crimen de guerra.

Israel ha atacado mezquitas e iglesias antiguas, que son símbolos de importancia tanto histórica como religiosa. Estos sitios trascienden lo físico; son recipientes de fe y tradición, que preservan los legados arquitectónicos locales y representan la larga historia de coexistencia interreligiosa en Gaza.
Vanishing Ink: Palestinian Culture Under Threat in Gaza" (2024)
Mariam Shah

Tell es-Sakan, un asentamiento de la Edad del Bronce al sur de la ciudad de Gaza, y Tell Ruqiash, un sitio fortificado de la Edad del Hierro cerca de Deir al-Balah, resultaron dañados por los bombardeos del ejército israelí.
El 25 de noviembre, el Centro Cultural Rashad Shawa fue destruido por un bombardeo israelí. Había sido utilizado como refugio para cientos de civiles. Contenía un teatro y una biblioteca con decenas de miles de libros. Otras bibliotecas, entre ellas la Biblioteca Municipal de Gaza, la Biblioteca Enaim, la Biblioteca Al-Nahda, la Biblioteca Al-Shorouq Al-Daem y el Instituto de Desarrollo Educativo de Kana'an, fueron dañadas o destruidas entre noviembre y diciembre de 2023.

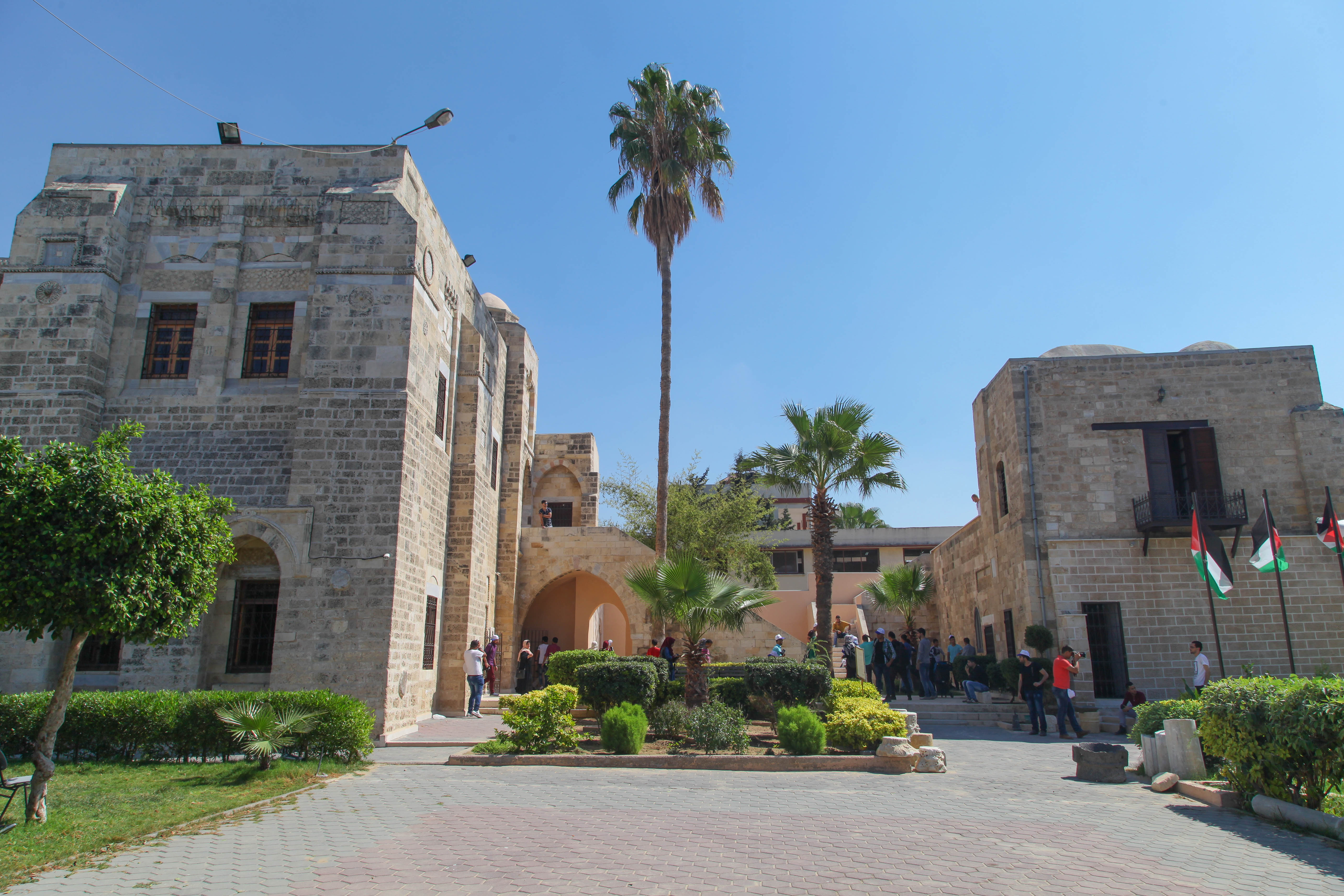
Qasr al-Basha, del, en la Ciudad Vieja de Gaza (foto de 2016) fue bombardeado y demolido durante la invasión israelí de Gaza.

En diciembre, los bombardeos israelíes destruyeron los Archivos Centrales de la ciudad de Gaza, que contenían miles de documentos de importancia histórica. El baño Hamam al-Sammara, unos baños turcos milenarios situados en el barrio Zeitún de la Ciudad Vieja de Gaza, fue destruido ese mismo mes. El Qasr al-Basha del siglo XIII (también conocido como Palacio del Pasha) quedó en ruinas tras un bombardeo israelí y fue posteriormente arrasado con buldócers.
A comienzos de diciembre, más de 100 monumentos palestinos han sido destruidos o dañados por los ataques israelíes en la Franja de Gaza. El 10 de diciembre de 2023 medios israelíes informaron que Israel había destruido al menos 192 mezquitas en la Franja de Gaza. Hacia el 8 de enero, más de 380 mezquitas habían sido total o parcialmente destruidas, así como tres iglesias.Un informe de la BBC a finales de enero aludía a 117 casos de lugares sagrados destruidos tan solo durante 2023, de los que 74 habían sido verificados por la propia cadena. Se trataba de 72 mezquitas y dos iglesias cristianas. Por su parte, el ministerio de cultura gazatí hablaba a comienzos de enero de 378 mezquitas y tres iglesias atacadas. En algunos casos, las mezquitas han sido vandalizadas incluso después de haber sido demolidas.
Una investigación de CNN utilizando imágenes de satélite identificó dieciséis cementerios en Gaza que habían sido dañados como resultado del conflicto. Las Fuerzas de Defensa de Israel (FDI) utilizaron excavadoras para nivelar cementerios y desenterrar cadáveres. En algunos casos, las FDI habían establecido posiciones fortificadas encima de los cementerios. Un cementerio romano descubierto en 2022 también resultó gravemente dañado por los bombardeos israelíes
El 17 de enero de 2024, las FDI utilizaron explosivos para destruir el edificio principal de la Universidad de Israa. La destrucción de la universidad incluyó su biblioteca y el museo nacional. La Universidad de Israa declaró que las fuerzas de ocupación se llevaron más de 3000 artefactos de su museo antes de que destruyeran el edificio de la universidad. En mayo, la Policía Militar de las FDI abrió una investigación sobre una serie de imágenes de vídeo que mostraban a soldados israelíes quemando libros, incluido un Corán en una mezquita en Rafah y otros libros en la biblioteca de la Universidad de Al-Aqsa.
A mediados de abril, los ataques israelíes habían destruido ya unas 600 mezquitas a lo largo de toda la Franja. Más de diez expertos en antigüedades, incluidos arqueólogos, murieron por los ataques israelíes.

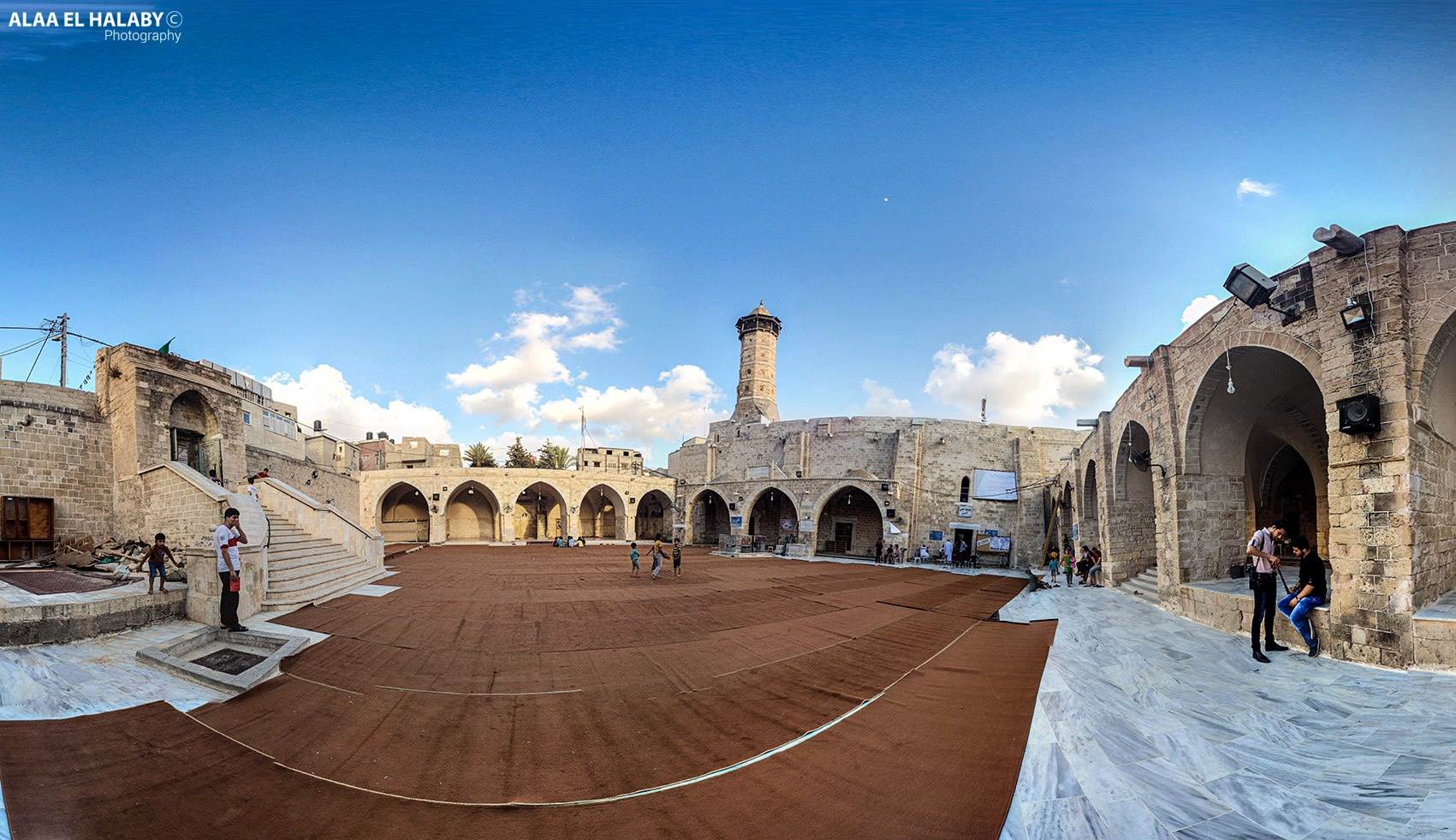
La Gran Mezquita de Gaza (foto de 2015) fue destruida casi por completo en un bombardeo israelí en 2023

Otros monumentos destruidos por los israelíes incluyen el santuario de Al-Khader, en Deir el-Balah, el más antiguo monasterio cristiano en Palestina; el monasterio de San Hilarión, cerca de la misma ciudad, con más de 1600 años de antigüedad; el puerto de Gaza, que databa del siglo VIII a. C.; el Museo de Rafah; la iglesia bizantina de Jabalia, con más de 1600 años de antigüedad y que había sido restaurada en 2022; el khan de Amir Younis al-Nawruzi, una fortaleza construida en 1387 en el centro de Jan Yunis; la Casa de Ghussein, representativa del estilo otomano tardío; la mezquita Sayyed Hashim, en la que la tradición ubica la tumba del abuelo de Mahoma; Dar al-Saqqa, construida en 1661 y considerada el primer edificio para una institución económica en Palestina; el museo Khoudary, al norte de la Franja, que albergaba numerosos vestigios arqueológicos de tiempos cananeos y griegos, y la adyacente mezquita Khalid ibn al-Walid.
Otros importantes lugares destruidos fueron el yacimiento helenístico de Anthedon, a proximidad del único museo privado de la Franja, el museo arqueológico Al-Math'af o Khoudary, que fue saqueado y quemado, y cuyo patio, con docenas de piezas valiosas y antiguas columnas de mármol, fue arrasado por buldóceres. Todos los yacimientos arqueológicos del norte de la Franja fueron bombardeados por Israel. La destrucción de la biblioteca pública y los archivos centrales de la ciudad de Gaza se comparó con los ataques de 1992 a la Biblioteca Nacional y Universitaria de Bosnia y Herzegovina. Todas las universidades de la Franja de Gaza han sido bombardeadas por las fuerzas israelíes, incluidos la Universidad Al-Israa y su museo, que contenía varios miles de artefactos históricos y que fue demolida por las tropas israelíes. La organización Forensic Architecture informó el 19 de diciembre que Israel había destruido uno de los sitios arqueológicos más importantes de Gaza, ubicado cerca del campo de refugiados de al-Shati. El 27 de julio de 2024, Unesco incluyó al Monasterio de San Hilarión, uno de los más antiguos del mundo, en su lista de patrimonio cultural en riesgo.

## Respuesta internacional

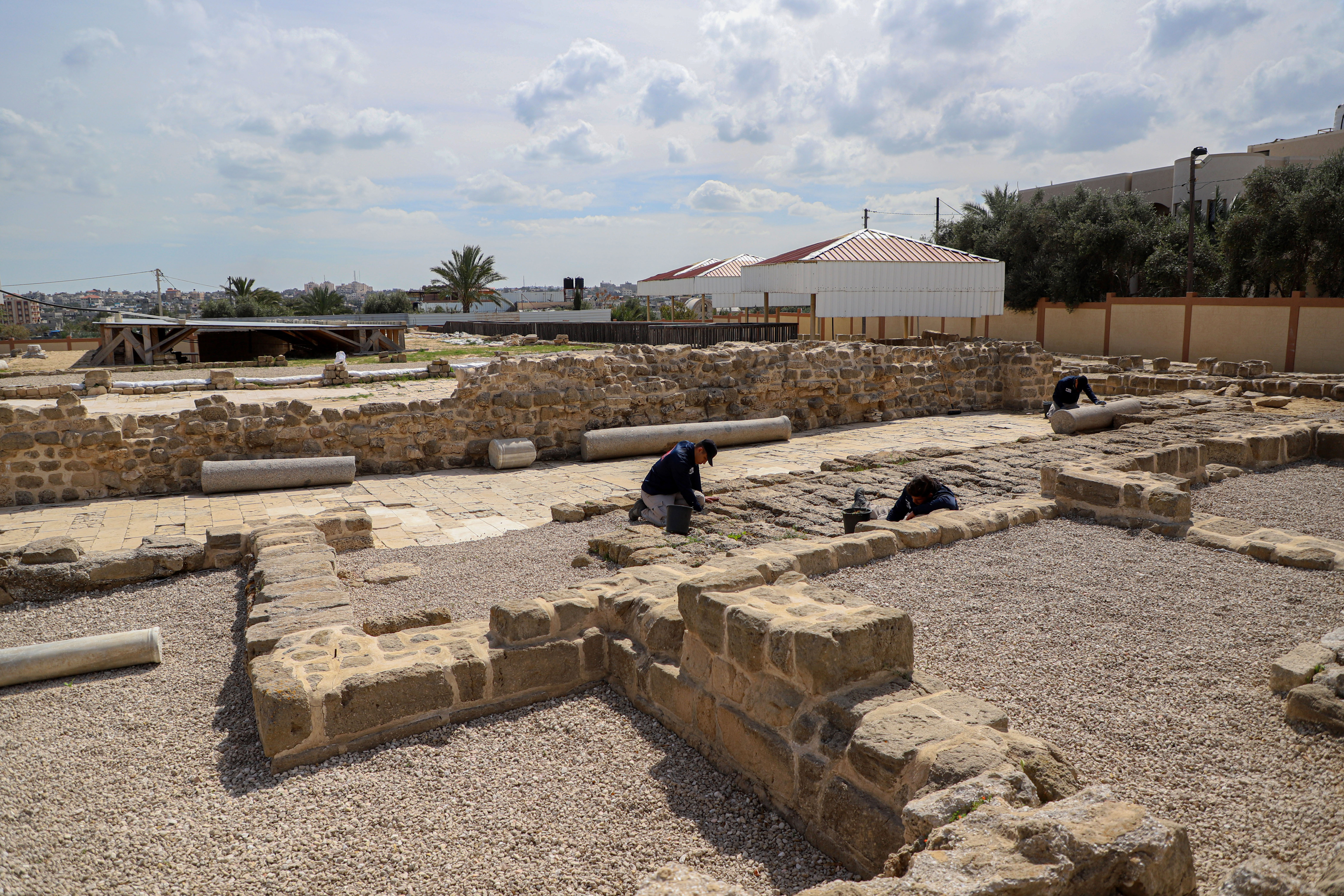
El Monasterio de San Hilarión en una foto de 2023, fue declarado Patrimonio de la Humanidad por la UNESCO en julio de 2024.

El 14 de diciembre de 2023, la Unesco otorgó «protección reforzada provisional» al Monasterio de San Hilarión, uno de los monasterios más antiguos de Oriente Medio. En el anuncio, la Unesco pidió la protección de los sitios patrimoniales durante la guerra: «Si bien se da prioridad, con razón, a la situación humanitaria, también debe tenerse en cuenta la protección del patrimonio cultural en todas sus formas. .... Los bienes culturales no deben ser atacados ni utilizados con fines militares, ya que se consideran infraestructura civil». En su comunicado, la Unesco se manifestaba «profundamente preocupada por el impacto adverso de los actuales combates en el patrimonio cultural de Palestina e Israel». La Convención de La Haya, de la que tanto israelíes como palestinos son firmantes, prohíbe la destrucción del patrimonio cultural en zonas de conflicto y que estaba realizando investigaciones utilizando monitoreo remoto para evaluar los daños a los sitios de patrimonio cultural. En su siguiente sesión en julio, la UNESCO agregó el Monasterio de San Hilarión/Tell Umm Amer a la lista de Sitios de Patrimonio Mundial; también fue agregado a la lista de Patrimonio Mundial en Peligro al mismo tiempo debido a la guerra.
Más tarde ese mismo mes, Sudáfrica presentó un caso contra Israel ante la Corte Internacional de Justicia alegando que Israel estaba cometiendo genocidio contra el pueblo palestino, señalando la destrucción del patrimonio cultural entre sus pruebas. Algunos expertos han comentado que podría tratarse de un genocidio cultural.
En enero, el Fondo de Exploración de Palestina emitió un comunicado condenando la destrucción en Gaza junto con el ataque de Hamás del 7 de octubre; También declaró que no financiaría ni publicaría investigaciones relacionadas con artículos retirados injustamente de Palestina. A finales de ese mes, la doctora Georgia Andreou, del Instituto Arqueológico de la University College de Londres, declaró que la destrucción del patrimonio cultural gazatí era la peor que había visto en su vida.
En febrero de 2024, el Instituto de Conservación (Icon) emitió una declaración contra la destrucción del patrimonio palestino. La Asociación de Estudios de Oriente Medio hizo varias declaraciones condenando el conflicto, entre ellas afirmó que «La propia noción del pueblo palestino está siendo atacada por la política de Israel de destruir el patrimonio arqueológico, religioso y cultural de Gaza». Un grupo de expertos de la ONU comentó sobre la destrucción del patrimonio cultural palestino que «los cimientos de la sociedad palestina se están reduciendo a escombros y su historia se está borrando». La ONG Euro-Mediterranean Human Rights Monitor acusó a Israel de una «selección clara y deliberada de todas las estructuras históricas de la Franja de Gaza como objetivos».
La destrucción de materiales físicos ha llevado a incrementar los esfuerzos por digitalizar las obras. En opinión de Mahmoud Hawari, ex director del Museo de Palestina, la destrucción intencional del patrimonio cultural palestino «demuestra la intención de los líderes políticos y militares israelíes de destruir al pueblo palestino y su identidad cultural». En 2025, el World Monuments Fund incluyó el tejido histórico de Gaza en su lista de 25 lugares históricos amenazados.